# Helena Węgierska
Helena Węgierska także Ilona Węgierska (ur. ok. 1155, zm. 25 maja 1199) – węgierska księżniczka z dynastii Arpadów, księżna Austrii, żona księcia Austrii i Styrii Leopolda V z dynastii Babenbergów.

## Życiorys
Helena Węgierska urodziła się w 1155 r. Była córką króla Węgier i Chorwacji Gejzy II i księżniczki kijowskiej z dynastii Rurykowiczów Eufrozyny Mścisławówny. Miała siedmioro rodzeństwa.
W Annales Mellicenses rocznikach zakonu Benedyktynów spisanych po łacinie znajduje się adnotacja o ślubie Heleny z Leopoldem V w 1174 r.: „Helenam sororem regis Avarorum” i „Liupoldus…de Austria”. Z kolei Alberyk z Trois Fontaines w swojej Chronica Alberici Monachi Trium Fontium odnosi się do żony „dux Austrie Leopoldusa” jako „sorore regis Bele Hungarie”. Roczniki spisane przez zakonników z opactwa w Klosterneuburg Roczniki Klosterneuburg za lata 1075-1139 donoszą o śmierci Heleny w 1199 r. „Heleny ducissa Austrie”. Została pochowana w opactwie Cystersów w Heiligenkreuz obok męża, który zginął w wyniku upadku z konia 31 grudnia 1194 r.

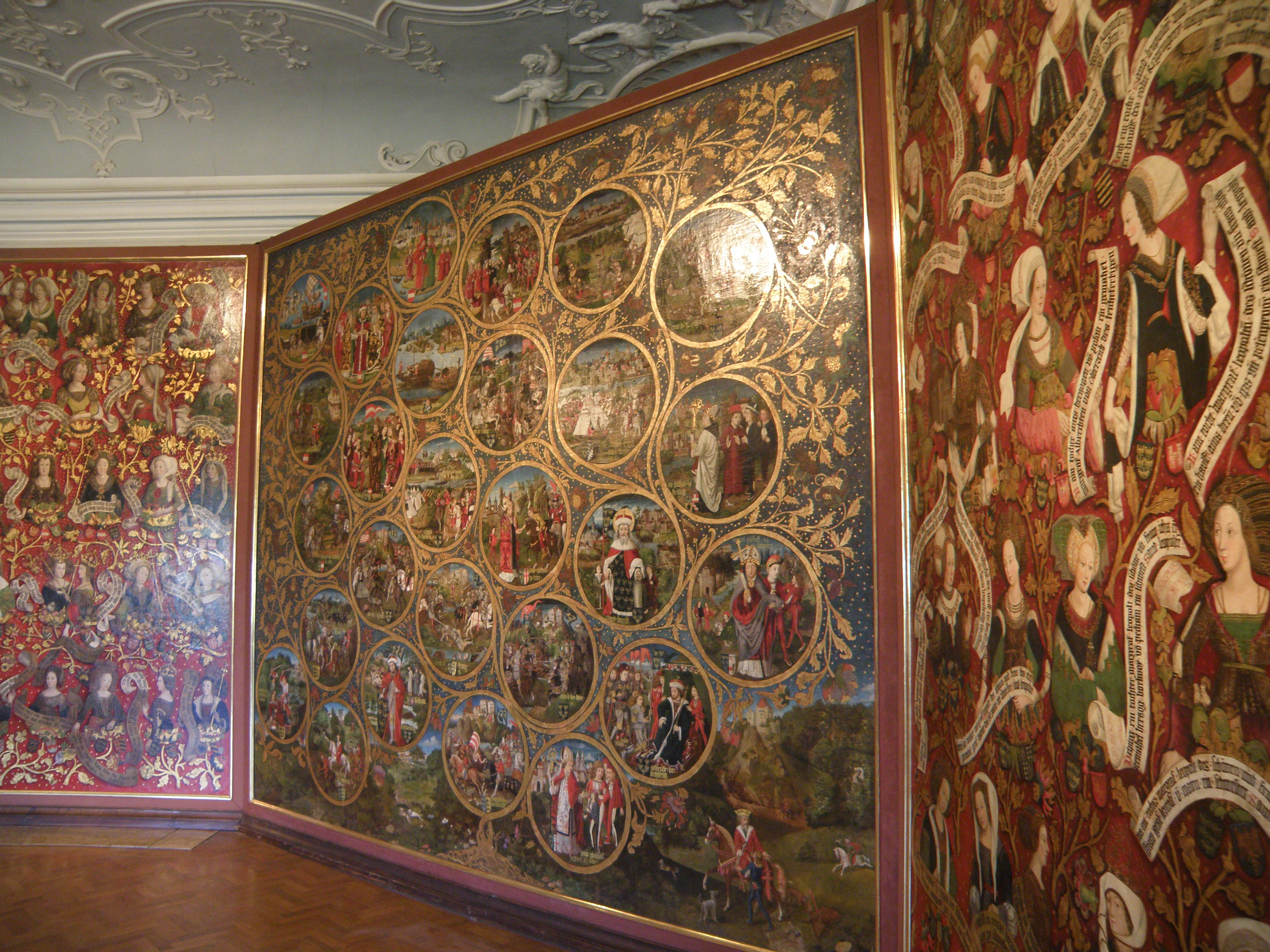
Drzewo genealogicznie Babenbergerów, Klosterneuburg

Mieli prawdopodobnie czworo dzieci:
- Fryderyk I (1175-1198)
- Leopold VI (1176-1230)
- Agnieszka?
- Berta?

Jej wizerunek został uwieczniony w Drzewie genealogicznym Babenbergerów (Babenberger-Stammbaum) obrazie tablicowym, który powstał w pracowni Hansa Prata w latach 1489-1492. Tryptyk (ok. 8 m szerokości i 3,4 m wysokości) znajduje się w muzeum opactwa w Klosterneuburg i przedstawia męskich przedstawicieli rodu Babenbergów oraz ich żony i niektóre córki. Wizerunek Heleny znajduje się w lewym skrzydle.